# 第72回都市対抗野球大会予選
第72回都市対抗野球大会予選は、第72回都市対抗野球大会本戦出場決定に至るまでの試合結果をまとめたものである。なお、1次予選でのコールドゲーム、延長戦のイニングについては記していない。

## 概要
- 2001年5月3日の宮城県1次予選から、同6月30日の関東地区代表決定戦まで約2ヵ月にわたり行われた。
- 前回特別措置として、沖縄県に単独枠が割り当てられていたが、今回は東海地区の代表枠が3から4に増やされた。（東海地区5位チームは静岡2位チームとの代表決定戦に出場する。）
- 1994年に休部した新日鉄室蘭の流れを汲む室蘭シャークスが今回唯一の初出場となった。

## 出場枠
- 北海道2、東北2、北信越1、北関東1、南関東2、関東（北関東・南関東）1、東京3、神奈川3、静岡1、東海4、静岡・東海1、京滋奈1、阪和3、兵庫2、中国2、四国1、九州2

## 北海道地区

### 1次予選
- 1回戦

旭川自衛隊　8－3　札幌ブルーマックス
札幌倶楽部　19－3　札幌ホーネッツ
旭川グレートベアーズ　6－4　小樽野球協会
- 2回戦

サンワード貿易　11－0　帯広倶楽部
NTT北海道硬式野球倶楽部　11－4　ウイン北広島
札幌ブルーインズ　16－3　旭川自衛隊
航空自衛隊千歳　13－2　オール苫小牧倶楽部
札幌倶楽部　21－3　森倶楽部
JR北海道　23－0　旭川グレートベアーズ
WEEDしらおい　13－11　函館太洋倶楽部
室蘭シャークス　24－0　ブレーブくしろ
- 代表決定戦

サンワード貿易　28－0　札幌ブルーインズ
航空自衛隊千歳　8－7　札幌倶楽部
NTT北海道硬式野球倶楽部　6－1　JR北海道
室蘭シャークス　9－3　WEEDしらおい
- 敗者復活1回戦

札幌ブルーインズ　10－8　札幌倶楽部
JR北海道　15－2　WEEDしらおい
- 敗者復活代表決定戦

JR北海道　22－1　札幌ブルーインズ
サンワード貿易、航空自衛隊千歳、NTT北海道硬式野球倶楽部、室蘭シャークス、JR北海道が2次予選に進出

### 2次予選
航空自衛隊千歳はリーグ戦2試合（●2－10　室蘭シャークス、●1－16サンワード貿易）を戦ったが、2001年6月に発生した戦闘機の誤射事件を受けて、残り試合を辞退したため、2試合の結果はリーグ戦の成績から除外された。
- 代表決定リーグ戦

第1戦　サンワード貿易　11－10　NTT北海道硬式野球倶楽部
第2戦　NTT北海道硬式野球倶楽部　10－5　JR北海道
第3戦　サンワード貿易　9－5　JR北海道
第4戦　室蘭シャークス　11－10　NTT北海道硬式野球倶楽部
第5戦　室蘭シャークス　8－7　JR北海道
第6戦　サンワード貿易　18－2（7回コールド）　室蘭シャークス
（最終結果　1位：サンワード貿易（3勝）、2位：室蘭シャークス（2勝1敗）、3位：NTT北海道硬式野球倶楽部（1勝2敗）、4位：JR北海道（3敗））
サンワード貿易が第1代表、室蘭シャークスが第2代表に決定
サンワード貿易、室蘭シャークスが本戦出場

## 東北地区

### 青森県1次予選
- 1回戦

全弘前倶楽部　9－4　オール青森クラブ
青森ベースボールクラブ　13－9　金木ブリザード
- 準決勝

三菱製紙八戸クラブ　11－10　全弘前倶楽部
自衛隊青森　15－2　青森ベースボールクラブ
- 代表決定戦

自衛隊青森　6－5　三菱製紙八戸クラブ
自衛隊青森が東北2次予選に進出

### 岩手県1次予選
- クラブ1回戦

住田硬式野球クラブ　14－8　水工クラブ
花巻硬友倶楽部　12－8　大鎚倶楽部
オール不来方　6－3　遠野クラブ
- クラブ2回戦

一戸桜陵クラブ　10－4　盛岡倶楽部
一関三星倶楽部　10－6　黒陵クラブ
釜石野球団　8－2　前沢野球倶楽部
オール不来方　11－10　宮古倶楽部
オール江刺　14－4　福高クラブ
赤崎野球クラブ　18－1　雫石クラブ
盛友クラブ　11－1　住田硬式野球クラブ
花巻硬友倶楽部　7－5　盛岡市立クラブ
- クラブ代表決定戦

釜石野球団　9－6　一戸桜陵クラブ
一関三星倶楽部　13－8　盛友クラブ
赤崎野球クラブ　8－1　花巻硬友倶楽部
オール不来方　10－7　オール江刺
- 1回戦

赤崎野球クラブ　18－4　JR盛岡
JAいわて　4－2　釜石野球団
オール不来方　10－8　久慈クラブ
佐藤組北上球友クラブ　19－9　一関三星倶楽部
- 2回戦

オール不来方　4－0　高田クラブ
太平洋セメント　14－4　佐藤組北上球友クラブ
赤崎野球クラブ　8－4　水沢駒形野球倶楽部
宮城建設　15－5　JAいわて
- 準決勝（代表決定戦）

オール不来方　5－3　太平洋セメント
宮城建設　13－3　赤崎野球クラブ
- 第3代表決定戦

太平洋セメント　8－2　赤崎野球クラブ
- 決勝

宮城建設　15－2　オール不来方
宮城建設、オール不来方、太平洋セメントが東北2次予選に進出

### 秋田県1次予選
- 1回戦

秋田ユーランドクラブ　9－5　能代松陵クラブ
秋田ベースボールクラブ　14－1　大曲ベースボールクラブ
- 2回戦

互大設備ダイヤモンドクラブ　15－1　秋田王冠クラブ
JR秋田　9－6　秋田経法大校友クラブ
TDK　11－1　秋田ユーランドクラブ
秋田銀行　5－3　秋田ベースボールクラブ
- 準決勝（代表決定戦）

TDK　17－0　互大設備ダイヤモンドクラブ
JR秋田　6－3　秋田銀行
- 決勝

TDK　14－4　JR秋田
TDK、JR秋田が東北2次予選に進出

### 宮城県1次予選
- クラブ1回戦

青葉クラブ　22－12　石巻日和倶楽部
東北福祉大クラブ　13－0　宮城レッズ
白山クラブ　6－3　登米クラブ
- クラブ代表決定戦

S・Aクラブ　8－0　青葉クラブ
東北福祉大クラブ　11－4　サニークラブ
白山クラブ　9－5　北杜学園クラブ
- 1回戦

JR東日本東北　10－0　東北福祉大クラブ
七十七銀行　13－0　S・Aクラブ
NTT東日本宮城野球クラブ　15－0　白山クラブ
JT　14－7　日本製紙石巻
- 準決勝（代表決定戦）

JR東日本東北　7－0　七十七銀行
JT　14－3　NTT東日本宮城野球クラブ
- 決勝

JT　7－2　JR東日本東北
- 敗者復活1回戦

東北福祉大クラブ　7－6　S・Aクラブ
日本製紙石巻　8－6　白山クラブ
- 敗者復活代表決定戦

NTT東日本宮城野球クラブ　12－1　東北福祉大クラブ
七十七銀行　10－2　日本製紙石巻
JT、JR東日本東北、NTT東日本宮城野球クラブ、七十七銀行が東北2次予選に進出

### 山形県1次予選
- 1回戦

鶴岡野球クラブ　19－16　マリンベースボールクラブ
- 準決勝

山形しあわせ銀行　19－1　ニュー・イースト
新庄球友クラブ　16－12　鶴岡野球クラブ
- 代表決定戦

山形しあわせ銀行　22－1　新庄球友クラブ
山形しあわせ銀行が東北2次予選に進出

### 福島県1次予選
- 1回戦

川俣クラブ　11－6　学石OBクラブ
福島硬友クラブ　11－2　オール喜多方クラブ
福島クラブ　10－5　小峰クラブ
保原クラブ　21－2　須賀川クラブ
いわき菊田クラブ　12－2　飯野クラブ
平工OBクラブ　23－7　表郷硬友クラブ
全白河野球クラブ　15－5　あぶくまベースボールクラブ
猪苗代クラブ　7－5　岩瀬書店クラブ
いわきベースボールクラブ　17－3　矢吹クラブ
会津ベースボールクラブ　13－2　郡山ベースボールクラブ
北斗野球クラブ　9－8　小名浜クラブ
- 2回戦

保原クラブ　17－11　ニュー相馬クラブ
福島硬友クラブ　14－10　川俣クラブ
福島クラブ　12－8　オールいわきクラブ
全白河野球クラブ　34－3　自衛隊福島
いわきベースボールクラブ　9－5　猪苗代クラブ
いわき菊田クラブ　13－3　田島硬式野球クラブ
二本松クラブ　21－3　平工OBクラブ
会津ベースボールクラブ　23－13　北斗野球クラブ
- 準々決勝

福島硬友クラブ　8－3　福島クラブ
いわきベースボールクラブ　6－3　全白河野球クラブ
保原クラブ　8－5　いわき菊田クラブ
二本松クラブ　14－4　会津ベースボールクラブ
- 準決勝（代表決定戦）

福島硬友クラブ　8－4　いわきベースボールクラブ
二本松クラブ　8－7　保原クラブ
- 決勝

福島硬友クラブ　16－7　二本松クラブ
福島硬友クラブ、二本松クラブが東北2次予選に進出

### 東北2次予選
- 1回戦

太平洋セメント　6－1　JR秋田
NTT東日本宮城野球クラブ　10－4　宮城建設
JR東日本東北　10－0（8回コールド）　福島硬友クラブ
オール不来方　7－6　二本松クラブ
七十七銀行　20－1（7回コールド）　自衛隊青森
- 2回戦

七十七銀行　21－0（7回コールド）　TDK
NTT東日本宮城野球クラブ　6x－5（延長10回）　太平洋セメント
JR東日本東北　11－4　山形しあわせ銀行
JT　11－1（7回コールド）　オール不来方
- 準決勝

JR東日本東北　12－2（8回コールド）　NTT東日本宮城野球クラブ
JT　9－3　七十七銀行
- 第1代表決定戦

JR東日本東北　4－2　JT
- 敗者復活1回戦

宮城建設　18－8（7回コールド）　JR秋田
- 敗者復活2回戦

山形しあわせ銀行　7－6　宮城建設
太平洋セメント　7－2　福島硬友クラブ
TDK　24－0（7回コールド）　二本松クラブ
オール不来方　9x－8　自衛隊青森
- 敗者復活3回戦

山形しあわせ銀行　9－7　太平洋セメント
TDK　8－0　オール不来方
- 敗者復活4回戦

七十七銀行　12－5　山形しあわせ銀行
NTT東日本宮城野球クラブ　5－4　TDK
- 敗者復活5回戦

七十七銀行　14－4（7回コールド）　NTT東日本宮城野球クラブ
- 第2代表決定戦

JT　4x－3（延長11回）　七十七銀行
JR東日本東北、JTが本戦出場

## 北関東地区

### 茨城県1次予選
- 1回戦

鉾田クラブ　25－3　大子ベアーズ
全鹿嶋倶楽部　8－1　全フィフティ小川　
- 2回戦

鹿島レインボーズ　7－0　鉾田クラブ
大宮クラブ　10－3　全水戸クラブ
全鹿嶋倶楽部　5－4　全神栖クラブ
全日立ドリームズ　3－0　JR水戸
- 3回戦（代表決定戦）

鹿島レインボーズ　7－3　全日立ドリームズ
大宮クラブ　8－6　全鹿嶋倶楽部
- 準決勝

住友金属鹿島　8－1　鹿島レインボーズ
日立製作所　19－0　大宮クラブ
- 決勝

住友金属鹿島　4－3　日立製作所
住友金属鹿島、日立製作所、鹿島レインボーズ、全鹿嶋倶楽部が北関東2次予選に進出

### 栃木県1次予選
- 1回戦

佐野日大クラブ　14－9　全大田原
作新クラブ　24－3　城山倶楽部
全鹿沼　6－5　全栃木
- 2回戦

全足利クラブ　15－5　佐野日大クラブ
宇大OBクラブ　4－1　烏山倶楽部
宇工OBクラブ　10－7　作新クラブ
全宇都宮野球クラブ　3－2　全鹿沼
- 準決勝（代表決定戦）

全足利クラブ　19－2　宇大OBクラブ
全宇都宮野球クラブ　11－8　宇工OBクラブ
- 決勝

全足利クラブ　10－0　全宇都宮野球クラブ
全足利クラブ、全宇都宮野球クラブが北関東2次予選に進出

### 群馬県1次予選
- 1回戦

オール高崎野球倶楽部　11－6　桐生建友クラブ
- 2回戦

大泉硬友野球倶楽部　10－7　太田球友野球倶楽部
全吾妻硬式野球倶楽部　10－9　伊勢崎レッドソックス
全伊勢崎硬建クラブ　5－1　オール高崎野球倶楽部
全桐生硬友クラブ　8－3　全前橋野球倶楽部
- 準々決勝

全伊勢崎硬建クラブ　10－0　大泉硬友野球クラブ
全伊勢崎硬建クラブ　9－5　全吾妻硬式野球倶楽部
- 準決勝（代表決定戦）

全伊勢崎硬建クラブ　6－4　全伊勢崎硬建クラブ
- 決勝

富士重工業　13－1　全伊勢崎硬建クラブ
富士重工業、全伊勢崎硬建クラブが北関東2次予選に進出

### 北関東2次予選
- 1回戦

住友金属鹿島　10－0（7回コールド）　全伊勢崎硬建クラブ
鹿島レインボーズ　14－3（7回コールド）　全足利クラブ
日立製作所　15－1（7回コールド）　全宇都宮野球クラブ
富士重工業　18－1（7回コールド）　大宮クラブ
- 準決勝

住友金属鹿島　12－2（7回コールド）　鹿島レインボーズ
日立製作所　6－4　富士重工業
- 代表決定戦

住友金属鹿島　16－3（7回コールド）　日立製作所
- 敗者復活戦

富士重工業　6－2　鹿島レインボーズ
- 関東地区予選代表決定戦

日立製作所　8－5　富士重工業
住友金属鹿島が本戦出場、日立製作所は関東地区予選に進出

## 南関東地区

### 埼玉県1次予選
- クラブ1回戦

全大宮　14－5　全熊谷
全三郷　9－8　かみかわクラブ
都幾川倶楽部　14－11　全浦和
川口球友クラブ　11－1　松山OB
- クラブ準決勝（クラブ代表決定戦）

全三郷　9－7　川口球友クラブ
都幾川倶楽部　12－3　全大宮

- クラブ決勝

都幾川倶楽部　9－7　全三郷
- 敗者復活クラブ代表決定戦

全大宮　10－5　川口球友クラブ
- 1回戦

都幾川倶楽部　18－5　全大宮
鷺宮製作所狭山　15－3　全三郷
- 2回戦（代表決定戦）

本田技研　13－3　都幾川倶楽部
日本通運　4－3　鷺宮製作所狭山
- 決勝

日本通運　9－5　本田技研
- 敗者復活1回戦

鷺宮製作所狭山　11－7　全大宮
都幾川倶楽部　7－3　全三郷
- 敗者復活代表決定戦

鷺宮製作所狭山　17－1　都幾川倶楽部
日本通運、本田技研、鷺宮製作所狭山が南関東2次予選に進出

### 千葉県1次予選
- ともえ戦（代表決定戦）

JR千葉支社　17－1　野田市民倶楽部
東金球友倶楽部　8－7　野田市民倶楽部
JR千葉支社　11－10　東金球友倶楽部
- 第1代表決定戦

川崎製鉄千葉　6－3　新日鉄君津
- 第2、第3代表決定戦

新日鉄君津　17－4　JR千葉支社
川崎製鉄千葉、新日鉄君津、JR千葉支社が南関東2次予選に進出

### 山梨県1次予選
- 1回戦

大月クラブ　13－10　市川クラブ
東海甲府クラブ　4－1　桂クラブ
- 準決勝（代表決定戦）

大月クラブ　7－6　オール櫛形
山梨球友クラブ　10－3　東海甲府クラブ
- 決勝

大月クラブ　18－15　山梨球友クラブ
大月クラブ、山梨球友クラブが南関東2次予選に進出

### 南関東2次予選
- 1回戦

川崎製鉄千葉　19－0（7回コールド）　山梨球友クラブ
本田技研　12－1（7回コールド）　JR千葉支社
新日鉄君津　9－2　鷺宮製作所狭山
日本通運　20－6（7回コールド）　大月クラブ
- 準決勝

川崎製鉄千葉　11x－10　本田技研
新日鉄君津　10－7　日本通運
- 第1代表決定戦

川崎製鉄千葉　6－4　新日鉄君津
- 敗者復活1回戦

JR千葉支社　8－6　山梨球友クラブ
鷺宮製作所狭山　22－0（7回コールド）　大月クラブ
- 敗者復活2回戦

日本通運　13－1（7回コールド）　JR千葉支社
鷺宮製作所狭山　4x－3　本田技研
- 敗者復活3回戦

日本通運　8x－7　鷺宮製作所狭山
- 第2代表決定戦

新日鉄君津　9－2　日本通運
川崎製鉄千葉、新日鉄君津が本戦出場、日本通運は関東地区予選に進出

## 関東地区
- 代表決定戦

日本通運　3－1　日立製作所
日本通運が本戦出場

## 東京地区

### 1次予選
- 1回戦

全調布硬式野球倶楽部　11－2　東京LBC
全府中野球倶楽部　9－5　東京自彊術クラブ
西多摩クラブ　14－2　武蔵野クラブ
- 2回戦

東京好球倶楽部　8－5　航空自衛隊府中クラブ
熊球クラブ　6－5　全調布硬式野球倶楽部
全府中野球倶楽部　12－11　REVENGE99
WIEN'94　13－6　西多摩倶楽部
- 準決勝（代表決定戦）

全府中野球倶楽部　8－7　熊球クラブ
WIEN'94　5－4　東京好球倶楽部
- 3位決定戦（代表決定戦）

熊球クラブ　11－0　東京好球倶楽部
- 決勝

WIEN'94　10－3　全府中野球倶楽部

### 2次予選
- 1回戦

ローソン　15－5（8回コールド）　全府中野球倶楽部
東京ガス　2－1　WIEN'94
JR東日本　14－5　昭島ベースボールクラブ
明治生命　10－2　熊球クラブ
- 2回戦

ローソン　5－4　鷺宮製作所
東京ガス　6－3　シダックス
JR東日本　9x－8　朝日生命
NTT東日本　10－1　明治生命
- 準決勝

東京ガス　1－0　ローソン
JR東日本　9－6　NTT東日本
- 第1代表決定戦

JR東日本　23－1　東京ガス
- 敗者復活1回戦

シダックス　10－2　鷺宮製作所
朝日生命　4－3　明治生命
- 敗者復活2回戦

NTT東日本　5－2　シダックス
朝日生命　16x－15（延長10回）　ローソン
- 敗者復活3回戦

朝日生命　3－0　NTT東日本
- 第2代表決定戦

朝日生命　6x－4（延長11回）　東京ガス
- 第3代表決定戦

東京ガス　9－7　NTT東日本
JR東日本、朝日生命、東京ガスが本戦出場

## 神奈川地区
- 1回戦

三菱重工横浜　14－0（7回コールド）　京浜野球倶楽部
横浜金港クラブ　10x－9　相模原クラブ
いすゞ自動車　12－0（7回コールド）　全川崎クラブ
ウィーンベースボールクラブ　12－5　住友電工横浜
東芝　13－2　神奈川クラブ
日石三菱　14－2（7回コールド）　横浜球友クラブ
- 2回戦

日産自動車　12－2（7回コールド）　横浜金港クラブ
三菱重工横浜　14－7　いすゞ自動車
三菱ふそう川崎　14－0（7回コールド）　ウィーンベースボールクラブ
日石三菱　5－4　東芝
- 準決勝（代表決定戦）

日産自動車　13－5　三菱重工横浜
三菱ふそう川崎　16－11　日石三菱
- 決勝（第1、第2代表決定戦）

三菱ふそう川崎　9－7　日産自動車
- 敗者復活1回戦

いすゞ自動車　21－0（5回コールド）　横浜金港クラブ
東芝　15－0（5回コールド）　ウィーンベースボールクラブ
- 敗者復活2回戦

東芝　5－1　三菱重工横浜
いすゞ自動車　11－6　日石三菱
- 第3代表決定戦

いすゞ自動車　4－3（延長10回）　東芝
三菱ふそう川崎、日産自動車、いすゞ自動車が本戦出場

## 静岡地区

### 1次予選
- 1回戦

ヤマハ発動機硬式野球クラブ　12－8　エースコンクラブ
ゲッツベースボールクラブ　5－4　静岡硬式野球倶楽部
三島クラブ　12－1　遠州トラック野球クラブ
富士クラブ　11－0　浜松ウナポンズ
陸上自衛隊富士学校野球クラブ　4－3　フジウンノ野球クラブ
- 2回戦

ヤマハ発動機硬式野球クラブ　10－2　ゲッツベースボールクラブ
富士クラブ　13－2　三島クラブ
陸上自衛隊富士学校野球クラブ　13－10　中部電力硬式野球クラブ
- 代表決定ともえ戦

ヤマハ発動機硬式野球クラブ　7－3　富士クラブ
ヤマハ発動機硬式野球クラブ　12－1　陸上自衛隊富士学校野球クラブ
ヤマハ発動機硬式野球クラブが2次予選に進出

### 2次予選
- 代表決定リーグ戦

第1戦　河合楽器　11－1（7回コールド）　ヤマハ発動機硬式野球クラブ
第2戦　ヤマハ　5－3　関東自動車工業
第3戦　関東自動車工業　10－4　ヤマハ発動機硬式野球クラブ
第4戦　ヤマハ　6x－5　河合楽器
第5戦　河合楽器　11－1　関東自動車工業
第6戦　ヤマハ　19－0（7回コールド）　ヤマハ発動機硬式野球クラブ
（最終結果　1位：ヤマハ（3勝）、2位：河合楽器（2勝1敗）、3位：関東自動車工業（1勝2敗）、4位：ヤマハ発動機硬式野球クラブ（3敗））
ヤマハが本戦出場、河合楽器は東海地区5位との代表決定戦に進出

## 東海地区

### 1次予選
- 1回戦

昭和コンクリート　12－2　新日鉄名古屋
王子製紙　9－5　本田技研鈴鹿
東邦ガス　6－2　三菱自動車岡崎
西濃運輸　3－1　三菱重工名古屋
トヨタ自動車　7－3　NTT西日本名古屋クラブ
一光　15－5　東海理化
- 代表決定戦

JR東海　7－4　サンジルシ醸造
王子製紙　8－7　昭和コンクリート
西濃運輸　14－5　東邦ガス
一光　6－5　トヨタ自動車
- 敗者復活1回戦

新日鉄名古屋　9－7　本田技研鈴鹿
三菱自動車岡崎　8－3　サンジルシ醸造
- 敗者復活代表決定戦

三菱重工名古屋　13－3　新日鉄名古屋
三菱自動車岡崎　9－4　NTT西日本名古屋クラブ
昭和コンクリート　6－2　東海理化
トヨタ自動車　3－2　東邦ガス
JR東海、王子製紙、西濃運輸、一光、三菱重工名古屋、三菱自動車岡崎、昭和コンクリート、トヨタ自動車が2次予選に進出

### 2次予選
- 1回戦

三菱自動車岡崎　7－2　昭和コンクリート
西濃運輸　4－3　JR東海
一光　4－2　王子製紙
トヨタ自動車　6－3　三菱重工名古屋
- 2回戦

三菱自動車岡崎　3－2　西濃運輸
トヨタ自動車　4－2　一光
- 第1代表決定戦

三菱自動車岡崎　1－0　トヨタ自動車
- 敗者復活1回戦

昭和コンクリート　5－4　JR東海
王子製紙　5－4　三菱重工名古屋
- 敗者復活2回戦

昭和コンクリート　9－1　一光
西濃運輸　5－4　王子製紙
- 敗者復活3回戦

昭和コンクリート　7－5　西濃運輸
- 第2代表決定戦

昭和コンクリート　8－5（延長11回）　トヨタ自動車
- 敗者再復活1回戦

一光　3－2　王子製紙
- 敗者再復活2回戦

一光　10－5　西濃運輸
- 第3代表決定戦

トヨタ自動車　3－1　一光
- 第4代表決定戦

西濃運輸　3x－2（延長10回）　一光
三菱自動車岡崎、昭和コンクリート、トヨタ自動車、西濃運輸が本戦出場、一光は静岡地区2位との代表決定戦に進出

## 静岡・東海地区
- 代表決定戦

河合楽器　7－5　一光
河合楽器が本戦出場

## 北信越地区

### 新潟県1次予選
- 1回戦

新潟クラブ野球団　10－7　MGクラブ
新潟パッシオーネクラブ　16－5　両津リバティースター
野田サンダース　13－8　五泉クラブ
新津クラブ　5－4　オール長岡倶楽部
ファイティング・スピリット　13－3　新潟工業クラブ
オール飯豊　22－4　にいがたKD
新潟コンマーシャル倶楽部　10－4　オール東
佐渡軍団　3－1　新発田中央倶楽部
- 2回戦

新潟クラブ野球団　6－4　新潟パッシオーネクラブ
新津クラブ　13－2　野田サンダース
ファイティング・スピリット　8－3　オール飯豊
新潟コンマーシャル倶楽部　11－5　佐渡軍団
- 3回戦

新潟クラブ野球団　11－7　新津クラブ
新潟コンマーシャル倶楽部　12－2　ファイティング・スピリット
- 代表決定リーグ戦

バイタルネット　6－4　新潟クラブ野球団
バイタルネット　15－4　新潟コンマーシャル倶楽部
新潟コンマーシャル倶楽部　10－5　新潟クラブ野球団
バイタルネット、新潟コンマーシャル倶楽部が北信越2次予選に進出

### 長野県1次予選
- 代表決定戦

NTT信越硬式野球クラブ　22－0　長野好球倶楽部
TDK千曲川　8－1　フェデックス
- 敗者復活代表決定戦

フェデックス　8－1　長野好球倶楽部
NTT信越硬式野球クラブ、TDK千曲川、フェデックスが北信越2次予選に進出

### 富山県1次予選
- 対抗戦

第1戦　伏木海陸運送　10－5　北銀クラブ
第2戦　伏木海陸運送　6－3　北銀クラブ
両チームとも北信越2次予選に進出

### 北信越2次予選
ルネス学園金沢（石川県）も出場
- 1回戦

TDK千曲川　9－2　ルネス学園金沢
バイタルネット　7－1　フェデックス
伏木海陸運送　8x－7　北銀クラブ
NTT信越硬式野球クラブ　21－4（7回コールド）　新潟コンマーシャル倶楽部
- 準決勝

TDK千曲川　6－3　バイタルネット
NTT信越硬式野球クラブ　5－3　伏木海陸運送
- 代表決定戦

NTT信越硬式野球クラブ　12－1（8回コールド）　TDK千曲川
NTT信越硬式野球クラブが本戦出場

## 京滋奈地区

### 滋賀県1次予選
- 1回戦

全大津野球団　10－2　瀬田クラブ
- 2回戦（代表決定戦）

甲賀健康医療専門学校　15－2　近江八幡野球クラブ
日本IBM野洲　11－1　全大津野球団
- 決勝

日本IBM野洲　7－2　甲賀総合科学専門学校
日本IBM野洲、甲賀総合科学専門学校が京滋奈2次予選に進出

### 京都府1次予選
- 1回戦

ニチダイ　8－1　鴨沂クラブ
島津製作所　11－10　東山クラブ
三菱自動車京都　16－0　高島屋
- 代表決定戦

日本新薬　11－1　ニチダイ
三菱自動車京都　15－1　島津製作所
- 敗者復活1回戦

鴨沂クラブ　10－1　東山クラブ
- 敗者復活代表決定戦

島津製作所　26－0　鴨沂クラブ
ニチダイ　6－1　高島屋
日本新薬、三菱自動車京都、島津製作所、ニチダイが京滋奈2次予選に進出

### 奈良県1次予選
- 1回戦

ミキハウス　13－0　フリーダム生駒
一城クラブ　6－5　GSG斑鳩クラブ
大和高田クラブ　13－0　奈良産業大OBクラブ
奈良アンビションズクラブ　14－0　帝塚山OBクラブ
- 準決勝

ミキハウス　17－0　一城クラブ
大和高田クラブ　9－4　奈良アンビションズクラブ
- 代表決定戦

ミキハウス　7－2　大和高田クラブ
- 敗者復活戦

一城クラブ　8－6　奈良アンビションズクラブ
- 敗者復活代表決定戦

大和高田クラブ　5－1　一城クラブ
ミキハウス、大和高田クラブが京滋奈2次予選に進出

### 京滋奈2次予選
- 1回戦

日本新薬　11－0（7回コールド）　大和高田クラブ
日本IBM野洲　12－1（7回コールド）　島津製作所
ミキハウス　4x－3　ニチダイ
三菱自動車京都　8－0（7回コールド）　甲賀健康医療専門学校
- 2回戦（勝者は決勝リーグに進出）

日本新薬　4x－3（延長10回）　日本IBM野洲
三菱自動車京都　13－8　ミキハウス
- 敗者復活1回戦

大和高田クラブ　5－3　島津製作所
ニチダイ　4－2　甲賀健康医療専門学校
- 敗者復活2回戦（勝者は決勝リーグに進出）

大和高田クラブ　6－3　ミキハウス
日本IBM野洲　12－1（7回コールド）　ニチダイ
- 決勝リーグ

第1戦　三菱自動車京都　3－2　日本IBM野洲
第2戦　日本新薬　7－1　大和高田クラブ
第3戦　日本新薬　3－1　日本IBM野洲
第4戦　大和高田クラブ　3－2　三菱自動車京都
第5戦　日本IBM野洲　8－6　大和高田クラブ
第6戦　三菱自動車京都　9－4　日本新薬
プレーオフ　日本新薬　7－6（延長13回）　三菱自動車京都
（最終結果　1位：日本新薬（2勝1敗）、2位：三菱自動車京都（2勝1敗）、3位：大和高田クラブ、日本IBM野洲（1勝2敗））
日本新薬が本戦出場

## 阪和地区
- 1回戦

中山クラブ　10－2　大阪ウイングクラブ
- 2回戦

デュプロ　7x－6（延長17回）　NTT西日本
松下電器　17－1（7回コールド）　大阪ペーシェンスクラブ
大阪ガス　3－1　箕島球友会
日本生命　18－8（8回コールド）　中山クラブ
- 準決勝

日本生命　15－4（7回コールド）　デュプロ
大阪ガス　12－9　松下電器
- 第1代表決定戦

大阪ガス　4－2　日本生命
- 敗者復活1回戦

大阪ペーシェンスクラブ　7－6　箕島球友会

- 敗者復活2回戦

NTT西日本　48－0（7回コールド）　大阪ウイングクラブ
大阪ペーシェンスクラブ　4－3　中山クラブ
- 敗者復活3回戦

NTT西日本　7－2　デュプロ
松下電器　10－0（7回コールド）　大阪ペーシェンスクラブ
- 敗者復活4回戦

松下電器　8－3　NTT西日本
- 第2代表決定戦

松下電器　7－4　日本生命
- 第3代表決定戦

日本生命　8－6　NTT西日本
大阪ガス、松下電器、日本生命が本戦出場

## 兵庫地区
- 1回戦

三菱重工神戸　7－5　新日鉄広畑
- 2回戦

神戸製鋼　16－3（7回コールド）　全播磨硬式野球団
三菱重工神戸　16－4（7回コールド）　アスピア学園
- 第1代表決定戦

神戸製鋼　14－11　三菱重工神戸
- 敗者復活1回戦

新日鉄広畑　7－2　全播磨硬式野球団
- 敗者復活2回戦

アスピア学園　3－2　新日鉄広畑
- 第2代表決定戦

三菱重工神戸　22－0　アスピア学園
神戸製鋼、三菱重工神戸が本戦出場

## 中国地区

### 島根県・岡山県1次予選
- 予選リーグ戦

第1戦　三菱自動車水島　12－2　松江情報ビジネスカレッジ
第2戦　川崎製鉄水島　12－0　柵原クラブ
第3戦　三菱自動車水島　9－3　棚原クラブ
第4戦　川崎製鉄水島　7－0　松江情報ビジネスカレッジ
第5戦　棚原クラブ　4－3　松江情報ビジネスカレッジ
第6戦　三菱自動車水島　10－2　川崎製鉄水島
三菱自動車水島、川崎製鉄水島が中国2次予選に進出

### 広島県1次予選
- 1回戦

ワイテック　17－4　スポーツ医学専門学校
常石鉄工　7－0　広島医療体育学院専門学校
三菱重工三原　15－1　広島鯉城クラブ
リースキン広島　13－1　マツダ
- 2回戦（代表決定戦）

三菱重工広島　19－2　ワイテック
JR西日本　10－3　常石鉄工
三菱重工三原　12－5　NTT西日本中国野球クラブ
NKK　12－10　リースキン広島
- 準決勝

三菱重工広島　12－5　JR西日本
NKK　8－7　三菱重工三原
- 第1、第2代表決定戦

NKK　13－11　三菱重工広島
- 敗者復活1回戦

広島鯉城クラブ　13－4　スポーツ医学専門学校
マツダ　6－3　広島医療体育学院専門学校
NTT西日本中国野球クラブ　10－3　ワイテック
リースキン広島　11－2　常石鉄工
- 敗者復活代表決定戦

NTT西日本中国野球クラブ　19－1　広島鯉城クラブ
リースキン広島　11－0　マツダ
- 第3、第5代表決定戦

NTT西日本中国野球クラブ　7－6　JR西日本
- 第4、第6代表決定戦

三菱重工三原　6－5　リースキン広島
NKK、三菱重工広島、NTT西日本中国野球クラブ、三菱重工三原、JR西日本、リースキン広島が中国2次予選に進出

### 山口県1次予選
- 代表決定リーグ戦

第1戦　光シーガルズ　22－8　航空自衛隊防府クラブ
第2戦　協和発酵　14－7　防府クラブ
第3戦　防府クラブ　10－9　光シーガルズ
第4戦　協和発酵　14－4　航空自衛隊防府クラブ
第5戦　防府クラブ　11－3　航空自衛隊防府クラブ
第6戦　協和発酵　11－2　光シーガルズ
協和発酵、防府クラブは中国2次予選に進出

### 中国2次予選
- 1回戦

三菱重工三原　2－1　NTT西日本中国野球クラブ
リースキン広島　13－6（7回コールド）　防府クラブ
- 2回戦

三菱重工広島　6－5　川崎製鉄水島
協和発酵　6－3　JR西日本
NKK　5－3　三菱重工三原
三菱自動車水島　7－5　リースキン広島
- 準決勝

NKK　11－5　三菱重工広島
三菱自動車水島　6－2　協和発酵
- 第1代表決定戦

NKK　2－0　三菱自動車水島
- 敗者復活1回戦

川崎製鉄水島　8－0（7回コールド）　防府クラブ
NTT西日本中国野球クラブ　9－6　JR西日本
- 敗者復活2回戦

三菱重工三原　5－3　川崎製鉄水島
リースキン広島　10－8　NTT西日本中国野球クラブ
- 敗者復活3回戦

三菱重工三原　7－3　協和発酵
リースキン広島　3－2　三菱重工広島
- 敗者復活4回戦

三菱重工三原　3－2　リースキン広島
- 第2代表決定戦

三菱自動車水島　7－3　三菱重工三原
NKK、三菱自動車水島が本戦出場

## 四国地区
- 1回戦

JR四国　11－5　四国銀行
松山フェニックス　11－1（7回コールド）　徳島野球倶楽部
- 代表決定戦

JR四国　10－6　松山フェニックス
JR四国が本戦出場

## 九州地区

### 福岡県1次予選
- 1回戦

日産自動車九州　12－0　沖データ・コンピュータ教育学院
- 準決勝

九州三菱自動車　12－10　日産自動車九州
JR九州　14－9　新日鉄八幡
- 決勝

九州三菱自動車　10－6　JR九州
全チームが九州2次予選に出場

### 熊本県1次予選
- 対抗戦

本田技研熊本　8－7　NTTグループ九州野球クラブ
両チームとも九州2次予選に出場

### 長崎県1次予選
- 対抗戦

三菱重工長崎　13－0　佐世保ドリームスターズ
両チームとも九州2次予選に出場

### 沖縄県1次予選
- 1回戦

国際リゾート・スポーツ科学専門学校　12－1　琉球銀行クラブ
- 決勝

沖縄電力　10－7　国際リゾート・スポーツ科学専門学校
全チームが九州2次予選に出場

### 九州2次予選
- 1回戦

九州三菱自動車　7－2　国際リゾート・スポーツ科学専門学校
新日鉄八幡　14－4（7回コールド）　沖データ・コンピュータ教育学院
大分ハーキュリーズ　21－0（7回コールド）　沖縄電力
本田技研熊本　16－1（7回コールド）　佐世保ドリームスターズ
日産自動車九州　20－4　琉球銀行クラブ
- 2回戦

九州三菱自動車　12－1（7回コールド）　三菱重工長崎
新日鉄八幡　9－7　大分ハーキュリーズ
日産自動車九州　11－9　JR九州
本田技研熊本　6－3　NTTグループ九州野球クラブ
- 準決勝

新日鉄八幡　11－7　九州三菱自動車
日産自動車九州　9x－8（延長11回）　本田技研熊本
- 第1代表決定戦

日産自動車九州　15－9　新日鉄八幡
- 敗者復活1回戦

国際リゾート・スポーツ科学専門学校　10－0（7回コールド）　佐世保ドリームスターズ
- 敗者復活2回戦

沖データ・コンピュータ教育学院　10－7　琉球銀行クラブ
沖縄電力　5－0　国際リゾート・スポーツ科学専門学校
三菱重工長崎　10－3　NTTグループ九州野球クラブ
大分ハーキュリーズ　7－4　JR九州
- 敗者復活3回戦

三菱重工長崎　3－1　沖縄電力
大分ハーキュリーズ　2－0　沖データ・コンピュータ教育学院
- 敗者復活4回戦

三菱重工長崎　7－1　九州三菱自動車
大分ハーキュリーズ　7－5　本田技研熊本
- 敗者復活5回戦

三菱重工長崎　4－2　大分ハーキュリーズ
- 第2代表決定戦

三菱重工長崎　9－8　新日鉄八幡
日産自動車九州、三菱重工長崎が本戦出場